# Pseudophoxinus kervillei
Espèce
Synonymes
- Pararhodeus kervillei (Pellegrin, 1911)[2]
- Phoxinellus kervillei Pellegrin, 1911[3] [2]
- Phoxinellus libani Lortet, 1883[4]
- Phoxinellus rutiloides Tortonese, 1939[2]
- Phoxinellus syriacus (non Lortet, 1883)[2]
- Phoxinellus zeregi kervillei Pellegrin, 1911[2]
- Pseudophoxinus kervillei (Pellegrin, 1911)[4]
- Pseudophoxinus libani (Lortet, 1883)[4]

Statut de conservation UICN

 LC  : Préoccupation mineure
Pseudophoxinus kervillei (Orontes minnow en anglais) est un poisson d'eau douce de la famille des Cyprinidae.

## Répartition
Pseudophoxinus kervillei se rencontre en Israël, en Jordanie, au Liban et en Syrie.

## Description
La taille maximale connue pour Pseudophoxinus kervillei est de 100 mm.

## Taxonomie
Pour certaines organisations, comme l'IUCN, cette espèce est un synonyme junior de Phoxinellus libani Lortet, 1883, en ce en s'appuyant sur les études morphologiques et ADN réalisées par Michel Bariche et Jörg Freyhof en novembre 2016.

## Étymologie
Son nom spécifique, kervillei, lui a été donné en l'honneur de Henri Gadeau de Kerville, qui a ramené de Syrie les spécimens analysés.

## Publication originale
- Pellegrin, 1911 : Poissons de Syrie recueillis par H. Gadeau de Kerville. Bulletin de la Société zoologique de France, vol. 36, p. 107-111[8] (texte intégral).